# 1937年12月31日边界中的德意志国

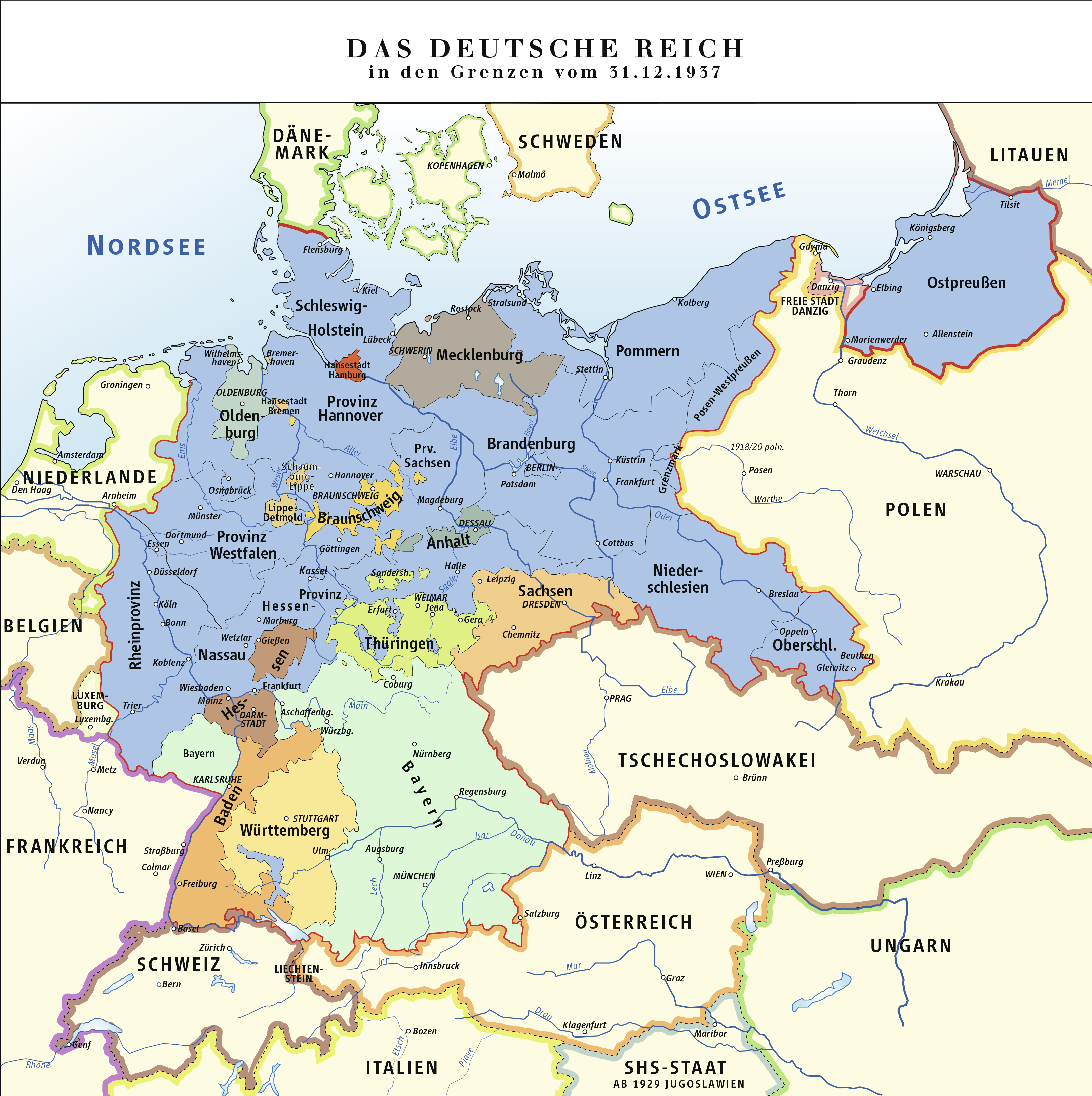
德意志国在1937年12月31日的边界，此时德意志国已经完成了莱茵兰的再军事化，但尚未合并奥地利。

1937年12月31日边界中的德意志国（德語：Deutsches Reich In den Grenzen vom 31. Dezember 1937）是西德政治中涉及德国领土问题时经常使用的术语，直到1970年代后逐渐边缘。1943年，在莫斯科举行的外交部长会议上，同盟国各方首次提到将1937年12月31日作为确定德意志国领土扩张前边界的截止日期。在1944年的《伦敦议定书》、1945年的波茨坦会议和随后的几项法律法案中，当时的主要战胜国都提到了这个日期，以便从地理上把握“整个德国”的概念，这一日期也被宪法和国际法专家广泛接受。
在德国分裂和东德缺乏自決的影响下，东德从一开始就不被联邦德国承认为一个独立的国家。同时，一种法律解释开始出现，根据这一解释，德意志国作为一个国家和国际法主体并没有在1945年消失，而是继续存在于其1937年的边界內，只是缺少实际影响力。因此，德意志联邦共和国的成立只是其西部的宪法重组。
由于德意志国在国际法下以德意志联邦共和国的形式具有连续性，这一解释实际上提出了对德意志国东部领土的宣称，但随着1970年《华沙条约》的签订，西德与波兰开始争取非暴力承认奥得河—尼斯河线(尽管这一边界此时仍由东德与波兰维护)，1937年边界相关的政治议题逐渐消退。随着1990年两德统一和《德波边界条约》的生效，德意志联邦共和国与其邻国边界已得到确认，1937年边界在国际法范围步入终结。